# 무선 USB
무선 USB(Wireless USB)는 무선 USB 프로모터 그룹이 만든 범용 직렬 버스(USB)의 단거리, 고대역폭 무선 통신 프로토콜 버전이다. Wi-Fi 및 사이프러스 무선 USB와는 관련이 없다. 2009년에 운영을 중단한 WiMedia 얼라이언스에서 유지 관리했다.
무선 USB는 WiMedia 얼라이언스의 Ultra-WideBand (UWB) 공통 무선 플랫폼을 기반으로 하며, 최대 3 미터 (9.8 ft) 거리에서 480 Mbit/s를, 최대 10 미터 (33 ft) 거리에서 110 Mbit/s를 전송할 수 있다. 3.1 ~ 10.6 GHz 주파수 범위에서 작동하도록 설계되었지만, 일부 국가에서는 현지 규제 정책으로 인해 합법적인 작동 범위가 제한될 수 있다.
이 표준은 현재 구식이며, 수년 동안 새로운 하드웨어는 생산되지 않았지만, 안드로이드에서 정밀 신호 전달을 위해 채택되었다.
이 표준에 대한 지원은 Linux 5.4에서 사용 중단되었고 리눅스 5.7에서 제거되었다.

## 개요
이 사양의 근거는 주변의 모든 주변 기기에 대한 USB의 압도적인 성공이었다. 인용된 이유에는 극도의 사용 편의성과 저비용이 포함되어 유비쿼터스적인 양방향 고속 포트 아키텍처의 존재를 허용한다. Ultra-WideBand (UWB)의 정의는 USB의 기능 및 전송 속도와 매우 밀접하게 일치하며 (USB 2.0의 경우 1.5 및 12 Mbit/s에서 최대 480 Mbit/s까지) 단거리 (3미터, 110 Mbit/s의 감소된 속도로 최대 10미터)에서 USB의 자연스러운 무선 확장을 가능하게 한다. 그럼에도 불구하고 주변 기기에 전력을 공급하는 물리적 버스는 더 이상 없었고, 전선이 없다는 것은 USB 시스템에서 일반적으로 당연하게 여겨지는 일부 속성을 다른 수단으로 달성해야 한다는 것을 의미한다.
이 사양의 목표는 지능형 호스트와 행동적으로 단순한 장치를 기반으로 하는 USB의 기능적 모델을 유지하면서 무선 환경에서 작동하고 기존 유선 시스템이 제공하는 수준과 동일한 보안을 유지하는 것이었다. 또한 비교적 전력 효율적이어야 한다. 이를 위해 적절한 물리 계층 및 매체 접근 제어를 정의하는 기존 표준을 사용하며, 이를 통해 원하는 성능을 충족하고, 두 아키텍처적 노력을 병합하기 위한 컨버전스 계층을 추가한다.
W-USB는 호스트를 여러 주변 기기와 동시에 연결할 수 있는 물리적이지는 않지만 논리적인 버스로 정의되었다. 호스트는 시간 분할 다중 접속 (TDMA) 전략을 통해 사용 가능한 대역폭을 분할한다. 이는 on the fly 방식으로 장치를 안전하게 관리하는 USB의 기능을 유지한다. 호스트는 최대 10미터 떨어진 장치와 통신할 수 있다.

## 용도
무선 USB는 게임 컨트롤러, 프린터, 이미지 스캐너, 디지털 카메라, 포터블 미디어 플레이어, 하드 디스크 드라이브 및 USB 플래시 드라이브에 잠재적으로 사용될 수 있었다. 또한 ultra-wideband 프로토콜을 통해 USB를 사용하여 병렬 비디오 스트림을 전송하는 데도 적합했다.

## 개발
무선 USB 프로모터 그룹은 2004년 2월에 무선 USB 프로토콜을 정의하기 위해 결성되었다. 이 그룹은 Agere Systems (현재 LSI Corporation과 합병됨), Hewlett-Packard, Intel, Microsoft, NEC Corporation, Philips Semiconductors, 그리고 Samsung으로 구성되었다.
2005년 5월, 무선 USB 프로모터 그룹은 무선 USB 사양 버전 1.0을 발표했다.
2006년 6월, 5개 회사가 무선 USB의 첫 번째 다중 공급업체 상호 운용성 시연을 선보였다. Alereon PHY를 사용하는 Intel 호스트 어댑터가 장착된 랩톱을 사용하여, Philips 무선 반도체와 스타카토 커뮤니케이션즈 PHY에서 고화질 비디오를 전송했으며, 이 모든 것은 무선 USB용으로 개발된 Microsoft Windows XP 드라이버를 사용했다.
2006년 10월, 미국 연방 통신 위원회 (FCC)는 WiQuest Communications의 호스트 와이어 어댑터 (HWA) 및 장치 와이어 어댑터 (DWA) 무선 USB 제품을 실외 및 실내 사용을 위해 승인했다. 최초의 소매 제품은 2007년 중반에 Alereon, Intel, NEC 칩셋을 사용하여 IOGEAR에서 출하되었다. 같은 시기에 Belkin, Dell, Lenovo 및 D-Link는 WiQuest 기술이 통합된 제품을 출하하기 시작했다. 이러한 제품에는 노트북 PC의 내장 카드 또는 현재 무선 USB를 포함하지 않는 PC용 어댑터가 포함되었다. 2008년, 켄싱턴의 새로운 무선 USB 도킹 스테이션이 Dell을 통해 출시되었다. 이 제품은 DisplayLink USB 그래픽 기술을 사용하여 USB 연결을 통해 비디오 및 그래픽을 지원하는 시장 최초의 제품이라는 점에서 독특했다. 켄싱턴은 2008년 8월에 노트북 PC와 외부 모니터, 스피커 및 기존 유선 USB 주변 기기 간의 무선 연결을 위한 무선 USB 유니버설 도킹 스테이션을 출시했다. Imation은 2008년 4분기에 새로운 외장 무선 HDD를 출시할 것이라고 발표했다.
2009년 3월 16일, WiMedia 얼라이언스는 WiMedia 초광대역(UWB) 사양에 대한 이전 계약을 발표했다. WiMedia는 사양을 Bluetooth SIG(Special Interest Group), 무선 USB 프로모터 그룹 및 USB Implementers Forum으로 이전했다. 기술 이전 후 WiMedia Alliance는 운영을 중단했다. 2009년 10월, 블루투스 SIG는 대체 MAC/PHY인 블루투스 3.0/고속 기술의 일부로 UWB 개발을 중단했다. 소수이지만 상당수의 이전 WiMedia 회원은 지적 재산권 이전에 필요한 계약에 서명하지 않았고 서명하지 않을 것이었다. 블루투스 그룹은 UWB에서 60 GHz로 관심을 돌렸다.
2010년 9월 29일, 무선 USB 사양 버전 1.1이 발표되었다. 여기에는 여러 하위 호환 개선 사항이 포함되었다: 6 GHz 이상의 주파수에 대한 UWB 상위 대역 지원, 향상된 전원 관리 및 소비, 그리고 NFC 및 근접 기반 연결 지원.

## 프로토콜 아키텍처

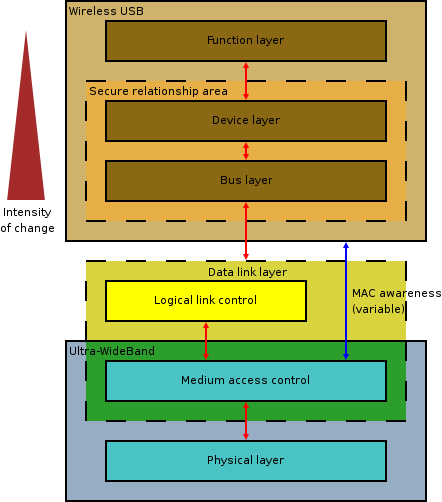
무선 USB 프로토콜 스택

언급했듯이 USB 모델은 유지되며, 무선 시스템의 특정 요구 사항에 맞게 사소한 조정만 이루어진다. 변경 사항은 위에서 아래로 다음과 같다:
- 기능 계층은 효율성을 높이고 동기성을 지원하기 위해 사소한 변경만 거친다.
- 장치 계층은 무선 지향 보안 및 장치 관리 기능을 포함한다.
- 버스 계층은 기능이 변경되지 않지만, 무선 네트워크에서의 효율성 및 보안을 위해 상당히 조정된다.

### USB 변경 사항
버스 계층에서 구리선을 대체함에 따라 호스트-장치 연결의 실제 상태에 모호성이 생기고, 더 중요하게는 통신이 전파 범위 내의 다른 모든 장치에 완전히 노출될 가능성이 있다. 이는 전선 상에서는 합리적으로 안전했다. 따라서 명시적인 보안 관계가 설정되어야 한다. 이를 위해 버스 및 장치 계층은 기능 계층에서 사용하기 위한 필요한 리소스를 통합한다. 모든 W-USB 전송은 계층 간 수평 통신을 손상시키지 않고 버스 계층에 의해 암호화된다.
버스는 호스트가 감독하는 TDMA 기반 폴링 방식을 따른다. 전송은 토큰, 데이터 및 핸드셰이킹의 세 부분으로 구성된다. 효율성을 위해 장치에 대한 타이밍 정보를 포함하는 여러 토큰을 하나의 그룹으로 묶어 트랜잭션 그룹을 형성할 수 있다. 흐름 제어 및 패킷 크기는 전력 효율성을 위해 조정되며, 소스와 대상 간의 통신에 대한 상위 수준의 파이프 모델을 존중한다.
USB 모델을 보존하더라도 무선 미디어의 일반적인 오류율은 해당 모델을 달성하는 데 사용되는 메커니즘, 즉 데이터 핸드셰이킹 및 버퍼링에 대한 수정이 필요하다.
UWB는 PHY 및 MAC 계층을 모두 정의하며, 이를 W-USB 모델에 통합해야 한다. 특히 MAC은 논리 링크 제어 (LLC) 서브 계층과 결합하여 링크 계층을 형성하며, 암호화/복호화, PHY 오류 관리 및 동기화를 담당하며, PHY 자체는 페이로드가 아닌 헤더의 정확성을 다룬다.
MAC 계층은 W-USB에 특히 관련이 있다. 256개 타임 슬롯으로 분할된 슈퍼프레임을 사용하며, 이 중 첫 번째는 비콘 정보 전송에 할당된다. 슬롯은 MMC(아래 참조)로 식별되는 장치 클러스터의 필요성을 충족하도록 추가로 할당될 수 있다. 호스트는 하나 이상의 W-USB 통신 채널을 유지하며 MAC 계층을 완전히 인식하는 반면, 장치는 기존 채널을 통해 통신하기 위해 정의된 W-USB 인터페이스만 사용하면 된다.
장치에는 MAC 인식 정도에 따라 세 가지가 있다. 이 중 가장 높은 것은 자체적으로 비콘을 수행할 수 있는 자가 비콘 장치에 해당한다. 다음은 MAC 프레임을 인식하지 못하고 제한된 비콘 기능을 가지며, 근처 장치를 감지하고 비콘을 보내기 위해 호스트에 의존하는 지향성 비콘 장치이다. 마지막으로 비콘 비활성 장치가 있는데, 이는 송수신 기능이 매우 제한적이다. 반면에 호스트가 감지할 수 없는 장치는 이러한 장치에 의해 영향을 받지 않으며, 영향을 미 줄 수도 없다.
따라서 비콘 비활성 장치는 호스트에 매우 근접한 곳에서만 작동할 수 있다. 지향성 및 자가 비콘 장치는 숨겨진 이웃을 식별할 수 있어야 하며, 이는 비콘을 방출함으로써 이루어진다. 호스트는 물리 매체가 요구하는 정밀도(20 Ppm)로 전역 타이머를 관리한다. 채널 시간은 MMC 내에서 전송되며 슬롯 할당에 사용되므로 호스트가 정확한 비콘을 수행하는 것이 중요하다. 장치는 예약 선언 비콘을 보낼 수도 있다.
슈퍼프레임에는 장치가 시작하는 비동기 전송을 위한 장치 알림 시간 슬롯이 포함된다 (이러한 전송은 파이프를 사용하지 않고 버스 계층을 직접 사용한다). 호스트는 필요에 따라 슬롯을 동적으로 할당한다. 이 외에도 호스트와 엔드포인트 간의 W-USB 트랜잭션은 USB와 동일하게 수행된다.

## 데이터 전송 아키텍처
트랜잭션은 USB 시맨틱을 준수하면서 TDMA 마이크로스케줄링을 사용한다. 여러 트랜잭션을 동시에 수행할 수 있도록 분할 트랜잭션 프로토콜이 사용된다. 이는 마이크로스케줄링된 관리 명령(MMC)과 연결된 워크로드 실행을 위한 할당된 시간 슬롯으로 구성되는 트랜잭션 그룹 개념과 관련이 있다.
무선 데이터 전송은 매우 상당한 오버헤드를 발생시키는 경향이 있다. 이를 완화하기 위해 W-USB는 이러한 오버헤드를 버스트 모드 데이터 단계로 대체한다. 이 단계는 USB의 트랜잭션당 하나의 데이터 패킷 규칙과 달리 패킷 구분자와 분리 간격을 줄이면서 하나 이상의 데이터 패킷을 그룹화한다. 이러한 방식이 적용되는 정도는 조정할 수 있으며, 경쟁 장치 간의 공정성 정도가 달라진다.
이 사양은 네 가지 특정 데이터 전송 유형을 정의하며, 그 식별 기능은 다음과 같이 요약된다.
- 대용량 전송은 대역폭이 확보되는 대로 채널을 활용한다. 전송은 보장되지만, 전송 속도나 대기 시간은 보장되지 않으며, 호스트는 보류 중인 전송이나 엔드포인트를 활용하려고 시도할 수 있다. 급격한 시간 변화 행동을 보이는 대용량 전송에 사용된다. 단방향 파이프를 사용한다.
- 인터럽트 전송은 높은 신뢰성과 낮은 대기 시간을 요구하는 짧은 트랜잭션에 사용된다. 최대 서비스 기간과 해당 기간 동안의 재시도 횟수가 보장된다.
- 아이소크로너스 전송은 전송 시도에 대한 보장된 전송 속도와 제한된 대기 시간, 그리고 평균적으로 일정한 데이터 속도(미디어에 따라 다르지만, 일반적으로 유선 USB에서 달성 가능한 속도와 비슷함)를 제공한다. 또한 서비스 기간 동안 최소한 한 번의 재시도가 보장되며, 버퍼링 용량에 따라 스트림에 지연을 추가하여 오류 버스트에 대한 추가적인 신뢰성을 지원한다. 페이로드 크기는 조정할 수 있다. 그럼에도 불구하고 결국 버퍼에 있는 가장 오래된 데이터를 폐기해야 할 수도 있다(수신기는 채널을 사용할 수 없는 동안 폐기된 정보의 양을 통보받을 수 있다). 호스트는 패킷의 표시 시간이 만료되는 경우에만 데이터를 폐기한다.
- 제어 전송은 USB 2.0과 동일하다. 시스템은 최선 노력 정책을 사용하지만, 소프트웨어는 장치에 대한 채널 접근 및 사용 가능한 대역폭을 제한할 수 있다.

전력 관리는 장치가 재량에 따라 전력 사용을 제어할 수 있으므로 데이터 전송에도 영향을 미칠 수 있다. 통신 프로토콜이 TDMA를 기반으로 한다는 사실은 호스트와 장치 모두 자신의 존재가 필요하지 않은 시기를 정확히 알고 전력 절약 모드로 들어갈 수 있음을 의미한다. 장치는 연결을 유지하면서 호스트에게 투명하게 무선 장치를 끌 수 있다. 또한 이전에 호스트에 알리면 장시간 전원을 끌 수 있으며, 이 경우 해당 호스트로부터의 모든 통신을 무시한다. 결국, 장치는 깨우기 절차를 시작하고 보류 중인 작업을 확인한다.
반대로, 호스트는 필요하지 않을 때 일반적으로 무선 장치를 끈다. 일시적으로 채널을 중지하거나 최대 절전 모드 또는 종료 상태로 들어가기로 결정하면, 그렇게 하기 전에 장치에 알려야 한다.

## 기존 하드웨어와의 호환성 옵션
WUSB 아키텍처는 최대 127개의 장치가 호스트에 직접 연결할 수 있도록 한다. 전선이나 포트가 없으므로 더 이상 허브가 필요하지 않다.
그러나 유선에서 무선으로의 전환을 용이하게 하기 위해 WUSB는 새로운 장치 와이어 어댑터(DWA) 클래스를 도입했다. 때로는 "WUSB 허브"라고도 불리는 DWA는 기존 USB 2.0 장치가 WUSB 호스트와 무선으로 사용될 수 있도록 한다.
WUSB 호스트 기능은 HWA(Host Wire Adapter)를 사용하여 기존 PC에 추가할 수 있다. HWA는 데스크톱 또는 랩톱의 USB 포트에 외부적으로 연결하거나 랩톱의 MiniCard 인터페이스에 내부적으로 연결되는 USB 2.0 장치이다.
WUSB는 또한 이중 역할 장치(DRD)를 지원하는데, 이는 WUSB 장치 외에도 제한된 기능을 가진 호스트 역할을 할 수 있다. 예를 들어, 디지털 카메라는 컴퓨터에 연결될 때 장치 역할을 하고, 사진을 프린터로 직접 전송할 때 호스트 역할을 할 수 있다.

## 연결성

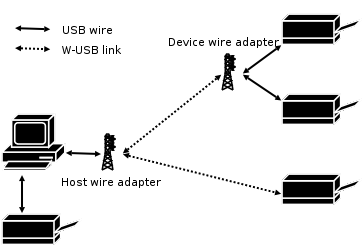
W-USB는 와이어 어댑터를 통해 유선 USB와 상호 작용한다.

W-USB는 호스트, 장치 및 상호 연결 지원으로 구성된 진정한 USB 시스템을 형성할 수 있다. 허브-스포크 모델을 구현하여, 최대 127개의 무선 장치가 호스트(허브)와 지점 대 지점 링크 (스포크)를 형성할 수 있다. 호스트 컨트롤러는 시스템에서 고유하며 일반적으로 작동 중인 컴퓨터에 내장되어 있지만, 간단한 USB 연결을 통해서도 연결될 수 있으며, 이 또한 무선일 수 있다. 이러한 토폴로지는 스타 네트워크와 유사하다 (하지만 모든 통신은 엄격하게 지점 대 지점이며, 장치 간에는 발생하지 않는다).
일반 유선 USB 장치를 연결할 수 있도록 사양은 장치 와이어 어댑터를 정의한다. 마찬가지로 호스트는 호스트 와이어 어댑터를 사용하여 W-USB 시스템에 연결한다. 물리 계층이 초광대역을 기반으로 하더라도 W-USB 장치는 완전히 준수하는 USB 인터페이스를 갖는다. 물리 계층은 광범위한 전송 속도를 지원할 수 있으며, 이 중 53.3, 106.7, 200 Mbit/s의 세 가지가 필수적으로 지원되어야 한다 (다른 모든 가능한 UWB 속도는 장치에게 선택 사항이며, 호스트는 모두 지원해야 한다).
W-USB 장치는 기존 USB와 동일한 방식으로 분류된다. 와이어 어댑터의 존재로 인해 기존 USB 허브는 필요하지 않다. 장치는 호스트에 대한 하나 이상의 통신 파이프를 지원하며, USB 제어 파이프를 위해 엔드포인트 0을 할당한다. 장치 유형 정보는 이 파이프를 통해 사용할 수 있다.
호스트와의 연결은 어느 시점에 전송되는 설정 메시지를 통해 생성된다. 호스트와 장치는 모두 고유 키를 사용하여 인증을 진행할 수 있으며, 프로세스가 성공하면 호스트는 장치에 고유한 USB 주소를 할당하고, 그 후에 장치는 USB 프로토콜에 표시된다. 연결 모델이 즉석에서 예고 없이 연결 해제를 허용하므로 연결은 항상 활성 상태를 유지해야 한다. 호스트 또는 장치에 의한 강제 연결 해제 외에도 긴 비활동 기간은 동일한 종료 메커니즘을 트리거할 수 있다.
또한, W-USB 호스트는 유선 호스트의 역할을 넘어선 다른 책임도 있다. 즉, MAC 서브계층은 장치 MAC 계층의 적합성을 감독해야 한다. 필요한 경우, 이는 장치의 비콘 임무를 지원하고 장치로 전송될 수 있는 비콘 데이터를 처리해야 함을 의미한다. 또한, UWB 무선 및 관련 대역폭은 다른 엔티티와 공유될 수 있으며, 호스트는 정의된 정책이 충족되는지 확인해야 한다. 공유 사용(간섭을 피하기 위해 조정될 수 있음)에 따라 전체 또는 부분 기능을 제공할 수 있다.

## 초광대역과의 관계
UWB는 2002년 2월 FCC가 UWB에 대해 발표한 규정에 따라 3.1 GHz에서 10.6 GHz의 주파수 범위 내에서 500 MHz 이상의 스펙트럼에 걸쳐 방출된 무선 주파수 에너지를 확산시키거나 20% 이상의 분수 대역폭을 초과하는 에너지 펄스를 사용하는 무선 통신에 대한 일반적인 용어이다. UWB는 WiMedia 또는 다른 회사나 그룹에만 국한되지 않으며, 실제로 WiMedia와 전혀 관련 없는 UWB 기술을 개발하는 여러 그룹 및 회사가 있다. WUSB는 USB Implementers Forum이 WiMedia의 UWB 무선 플랫폼을 사용하여 제정한 프로토콜이었다. WiMedia의 UWB 무선 플랫폼을 사용하겠다는 의사를 밝힌 다른 프로토콜에는 블루투스 및 WiMedia 논리 링크 제어 프로토콜이 포함되었다.

## 무선 USB vs. 60GHz
무선 USB와 WiGig와 같이 60 GHz 대역을 사용하는 다른 제안/경쟁 표준 간에는 몇 가지 차이점이 있다:
가시선
60 GHz에서는 무선 통신이 어떤 개입하는 물체에 의해 차단되므로 개방 가시선이 필요하다. 무선 USB는 3.1 ~ 10.6 GHz 주파수 범위에서 작동하는 Ultra-WideBand (UWB) 플랫폼을 기반으로 하므로 개입하는 물체를 통과할 수 있다.
이동성
60 GHz 기술은 멀티 기가비트 속도 무선 통신을 제공할 것으로 예상되었기 때문에 무선 비디오 시장에 매력적이었다. 이러한 높은 요구를 지원하려면 기본 MAC 계층이 엄청난 양의 데이터를 처리할 수 있어야 했다. 이러한 요구 사항으로 인해 60 GHz 기반 제품은 더 높은 전력 소비와 더 많은 전자 장치를 필요로 했으며, 이는 모바일 장치나 기기에는 덜 적합했다.

## 디지털 RF 시스템 비교
| 사양        | 무선 USB 사양 Rev. 1.1 | 블루투스 4.0    | Wi-Fi (IEEE 802.11n)          | Wi-Fi (IEEE 802.11ac)   | 블루투스 2.1 + EDR  |
| ----------- | ---------------------- | --------------- | ----------------------------- | ----------------------- | ------------------- |
| 주파수 대역 | 3.1 GHz–10.6 GHz       | 2.4 GHz         | 2.4 GHz 및 5 GHz              | 5 GHz                   | 2.4 GHz             |
| 대역폭      | 53–480 Mbit/s          | 1 Mbit/s        | 대역당 최대 600 Mbit/s        | 대역당 최대 6.93 Gbit/s | 최대 3 Mbit/s       |
| 거리        | 3–10 m                 | 알 수 없는 거리 | 100 m                         | 알 수 없음              | 출력에 따라 1–100 m |
| 변조        | MB-OFDM                | MB-OFDM         | DSSS, DBPSK, DQPSK, CCK, OFDM | OFDM                    | GFSK                |
| 표준화      | 2010년 9월             | 2010년 6월      | 2009년 9월                    | 2013년 12월             | 2007년 7월          |

## 보안
견고성은 사양이 구축된 주요 관심사 중 하나이며, 따라서 리소스 관리 및 장치 연결/연결 해제는 유선 USB보다 훨씬 더 중요해진다. 패킷 손실 및 손상은 타임아웃뿐만 아니라 하드웨어 버퍼링, 보장된 재시도(전송 모델 설명에서 언급된 바와 같이) 및 기타 흐름 제어 방법을 통해 처리된다. 동기화 정책을 유지할 수 없는 경우, 하드웨어 또는 소프트웨어(재시도, 최대 재시도 횟수 실패, 실패 복구 결정 등)를 통해 오류를 처리할 수 있다.
W-USB 호스트는 무선 매체의 신뢰성 부족을 완화하려고 시도한다(1kB 패킷의 경우 10%의 오류율이 허용 가능한 것으로 간주되며, 유선 매체에서는 이 값이 일반적으로 10−9 정도이다). 이를 위해 각 장치에 대한 카운터 및 통계를 유지하고 필요한 경우 장치로부터 정보를 요청한다. 또한 각 장치의 전송 전력 제어 기능에 접근하고 수정할 수 있으며, 데이터 페이로드 크기 및 대역폭 조정과 같은 전송 매개변수를 변경할 수 있다.
항상 전통적인 USB와 비교할 만한 서비스 품질을 제공하는 데 중점을 둔다. 유선은 매우 높은 수준의 보안을 제공하므로(일반적인 신뢰할 수 있는 작업 환경을 가정할 때) 표준 USB는 이를 다루지 않지만, 그 적용 가능성이나 구현 가능성을 방해하지는 않는다. W-USB는 보안을 명시적으로 관리하지만, UWB 기반을 활용하는 대신 USB 전체에 유효한 모델을 설계한다. 이 때문에 일반적인 USB 장치 제어 평면에 추가되어야 한다.
통신을 위해서는 보안 관계가 수립되어야 한다. 이러한 관계는 정의된 목적을 가지고 그룹 구성원 자격을 제한해야 하며, 이는 원하는 작업을 수행하기 위한 신뢰의 기반 역할을 한다. 유선 시스템 내에서 데이터 전송은 제어된 물리적 연결을 의미하며, 이는 소유권 개념을 통해 무선 영역으로 번역된다. 사용자는 장치에 신뢰를 부여하고, 장치는 차례로 다른 장치(소위 의식에서 상호 작용)에 이 신뢰를 증명하여 원하는 연결을 형성한다. USB 주소 식별자는 소유자의 신뢰 토큰이다. 애플리케이션은 이 USB 특정 모델에서 직접 지원되지 않는 다른 신뢰 기반을 요구할 수 있으며, 이 경우 핵심 USB 스택 위에 구현할 수 있다.
더욱이 신뢰는 유지되어야 하며, 그렇지 않으면 만료될 것이다. 클러스터의 그룹 키를 수신한 후, 장치는 적어도 각 신뢰 타임아웃 경계(4초로 설정됨) 내에서 자신의 존재를 확인함으로써 연결을 활성 상태로 유지해야 한다. 이 요구 사항을 충족하지 못하면 재인증이 필요하다.
USB의 자연스러운 비대칭성에 따라 호스트가 모든 프로세스(신호 제외)를 시작하며, 보안도 예외는 아니다. 장치에 보안 요청이 이루어져 보안 기능을 확인한 후 적절한 장치를 선택할 수 있다. 표준 대칭 암호화 방법은 AES-128에 CCM이지만, 초기 인증(즉, 초기 CCM 키 전송만)에는 공개 키 암호화가 사용될 수 있다. 단, 달성되는 보안 수준이 비교 가능해야 한다(실제로 3072비트 RSA와 SHA-256을 해싱에 사용).
마스터 키와 세션 키 사이에는 차이가 있다는 점에 유의해야 한다. 마스터 키는 수명이 길고 일반적으로 공유 비밀 또는 세션 키를 분배하는 수단으로 작동하는 반면, 세션 키는 생성된 연결보다 수명이 길지 않으며 일반적으로 기능적 암호화/복호화 메커니즘으로 사용된다. 특정 헤더 필드는 사용될 수 있는 키 중 어떤 키가 사용될지를 나타낸다. 또한 재생 방지 메커니즘은 유효한 수신 시 업데이트되는 카운터를 유지해야 한다는 점도 중요하다. 이러한 카운터의 범위는 세션 키의 수명을 더욱 제한한다.

## 경쟁자
무선으로 USB를 사용하는 다른 형태가 존재하며, 예를 들어 Cable-Free USB의 경쟁적인 직접 시퀀스 ultra-wideband 기술을 기반으로 한 것들이 있다. 이는 USB를 전송할 수 있는 다른 무선 주파수 기반의 유선 대체 시스템에도 해당되었다. 그 결과, 소비자가 표준에 부합하고 올바른 프로토콜 및 데이터 전송 속도를 지원하는 제품을 식별할 수 있도록 Certified Wireless USB라는 이름이 채택되었다.
또한 USB over IP도 있었는데, 이는 IP 기반 네트워킹을 사용하여 USB 트래픽을 무선으로 전송했을 수 있다. 예를 들어, 적절한 드라이버가 있다면 호스트 측은 802.11a/b/g/n/ac Wi-Fi (또는 유선 Ethernet)를 사용하여 장치와 통신했을 수 있다.

### 미디어 불가해 USB
2013년 기준, 미디어 불가해 USB (MA USB)는 USB Implementers Forum에서 개발 중인 사양이다. Universal Serial Bus (USB) 프로토콜을 WiFi 및 WiGig 무선 네트워크를 포함한 광범위한 물리적 통신 매체를 통해 통신할 수 있도록 하는 것을 목표로 한다. 이 프로토콜은 Wi-Fi Alliance의 이전 WiGig Serial Extension 사양을 기반으로 개발되고 있다.
미디어 불가해 USB는 Certified Wireless USB와 같은 이전 무선 USB 프로토콜과는 다르며 혼동해서는 안 된다.

## 같이 보기
- 블루투스